# The Fire Detective
The Fire Detective é um seriado estadunidense de 1929, gênero aventura, dirigido por Spencer Gordon Bennet e Thomas Storey, em 10 capítulos, estrelado por Gladys McConnell e Hugh Allan. 
Este seriado é considerado perdido.

## Elenco
- Gladys McConnell
- Hugh Allan - Capt. Jeff Tarrant
- Leo D. Maloney - Chief Carson
- Frank Lackteen - Mr. Tarrant
- John Cossar - Dist. Atty. Samuels
- Larry Steers - Charles Lewis
- Bruce Gordon
- Carlton S. King

## Capítulos
1. The Arson Trail
2. The Pit of Darkness
3. The Hidden Hand
4. The Convict Strikes
5. On Flaming Waters
6. The Man of Mystery
7. The Ape Man
8. Back from Death
9. Menace of the Past
10. The Flame of Love